# Stazione di Reggio Via Fanti
La stazione di Reggio Via Fanti è una fermata ferroviaria di Reggio Emilia, sulla ferrovia Reggio Emilia-Ciano d'Enza.
La fermata, individuata a volte con il nome di Reggio Emilia - Tribunale o semplicemente Fanti, è a servizio del polo scolastico superiore di Via Makallè, del centro direzionale dell'ex Gasometro e del contiguo Palazzo di Giustizia.
È gestita da Ferrovie Emilia Romagna (FER).

## Galleria d'immagini

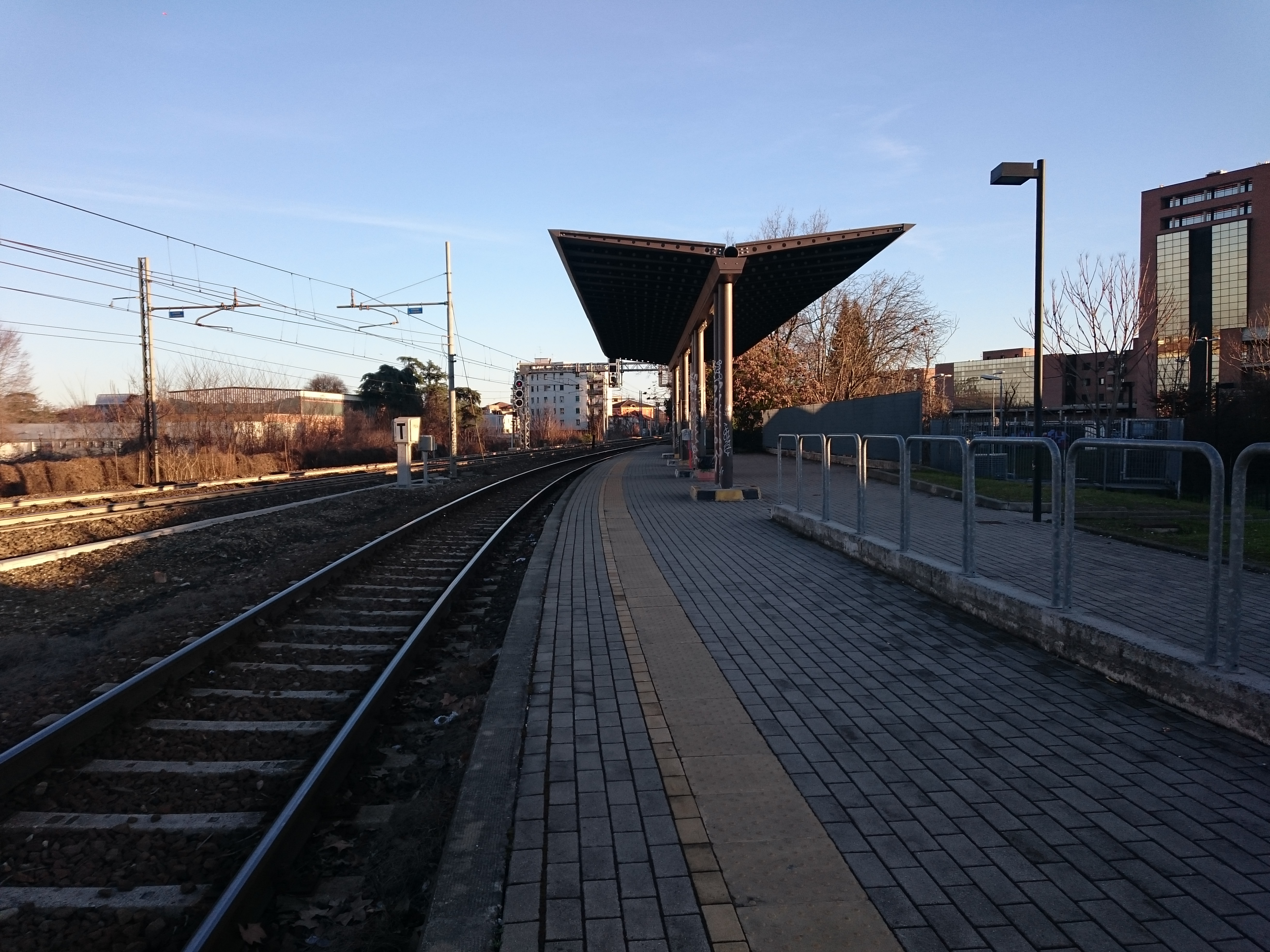
La fermata ferroviaria a inizio 2017
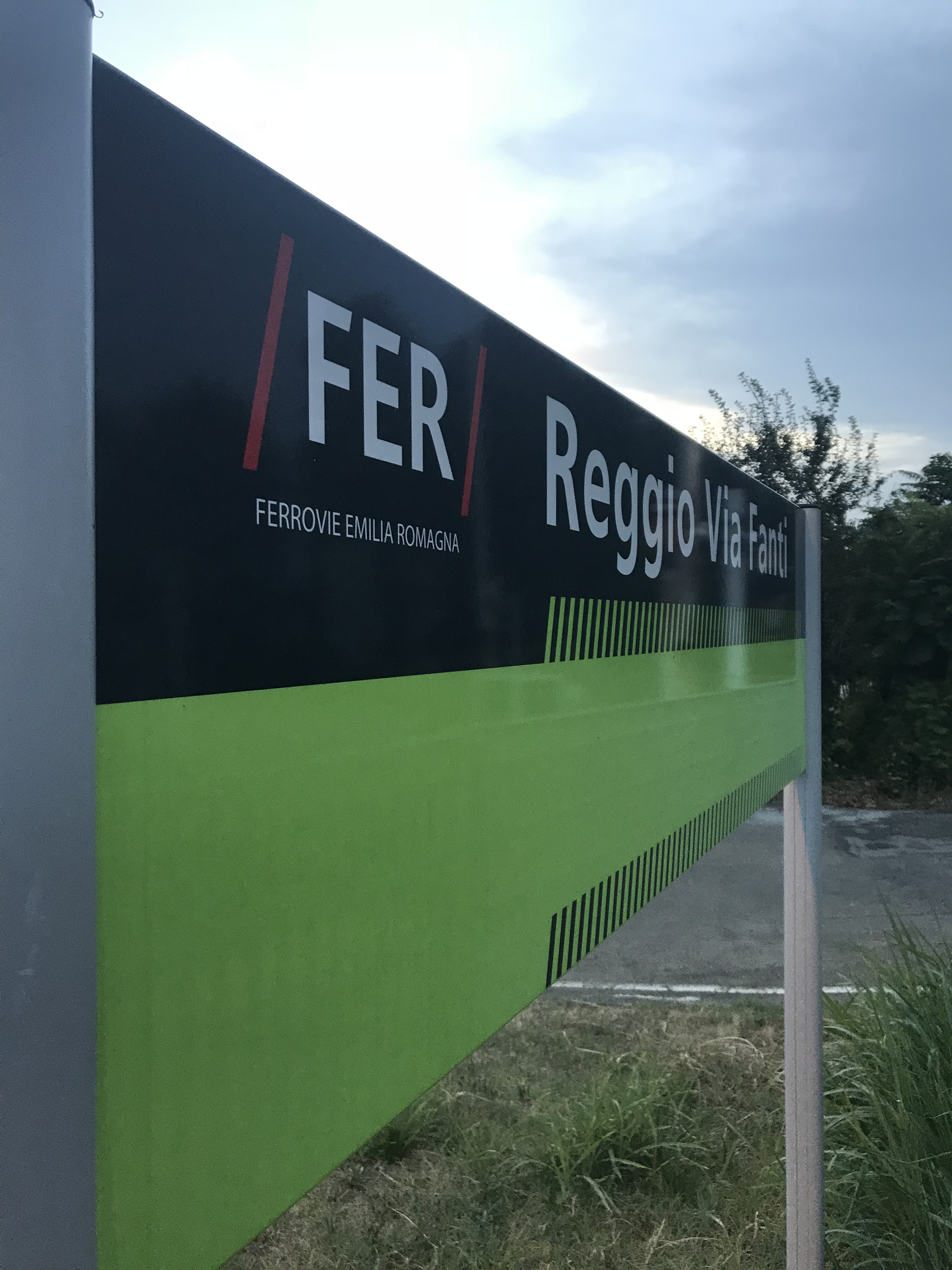
Il cartello di FER che riporta il nome della fermata
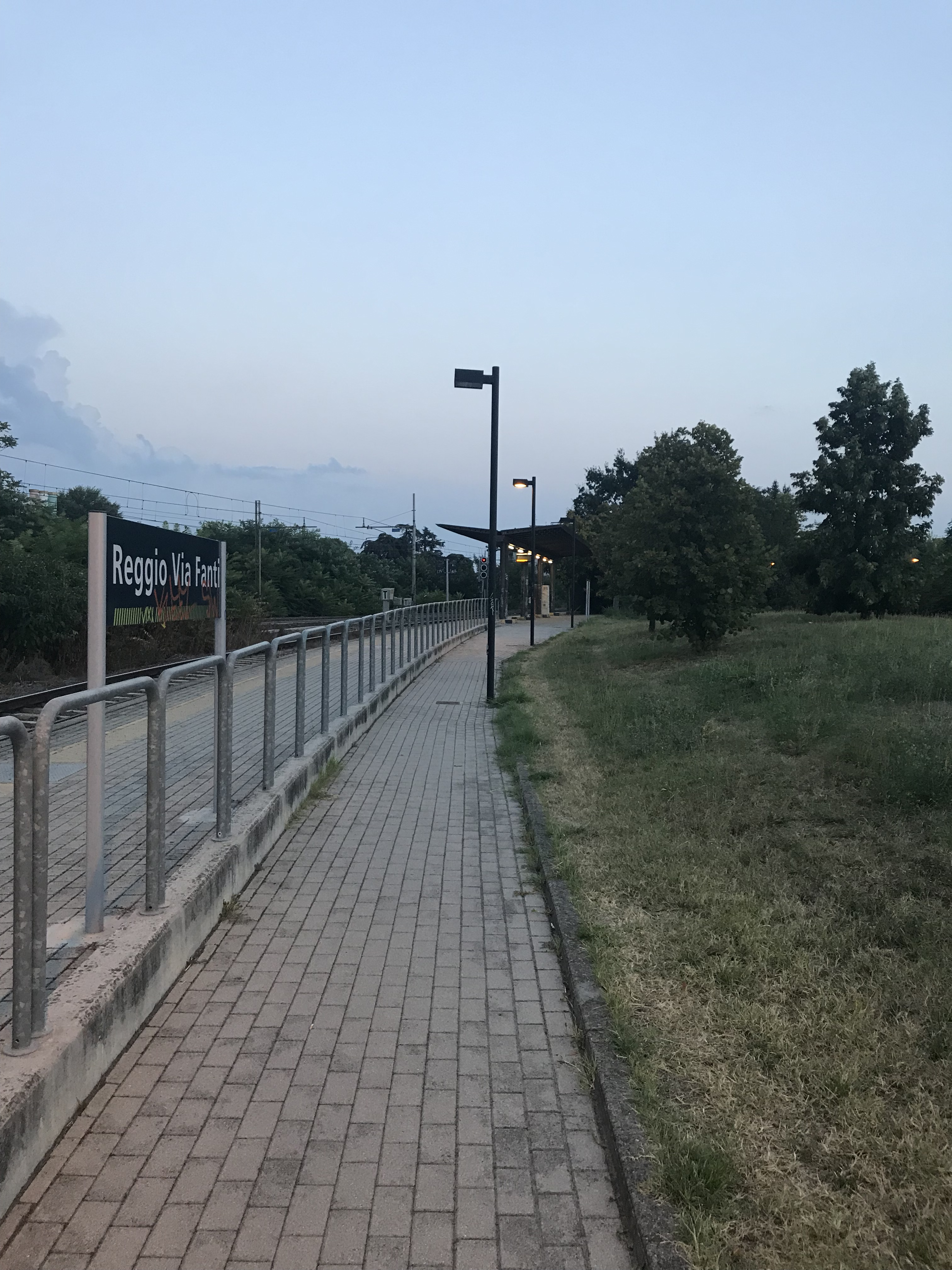
Il marciapiede che conduce alla pensilina adiacente ai binari
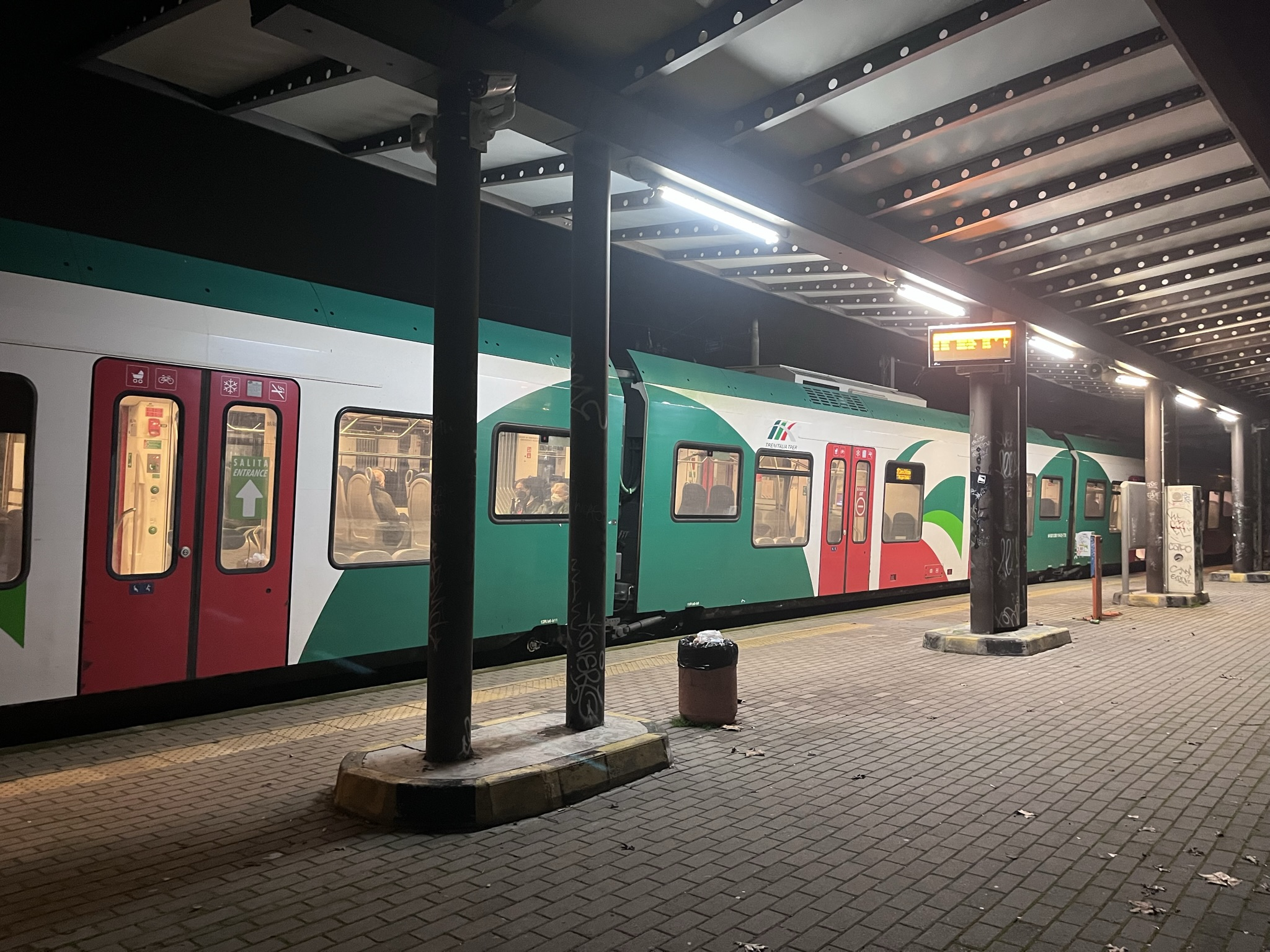
Un treno regionale ETR 350 alla fermata di Reggio via Fanti
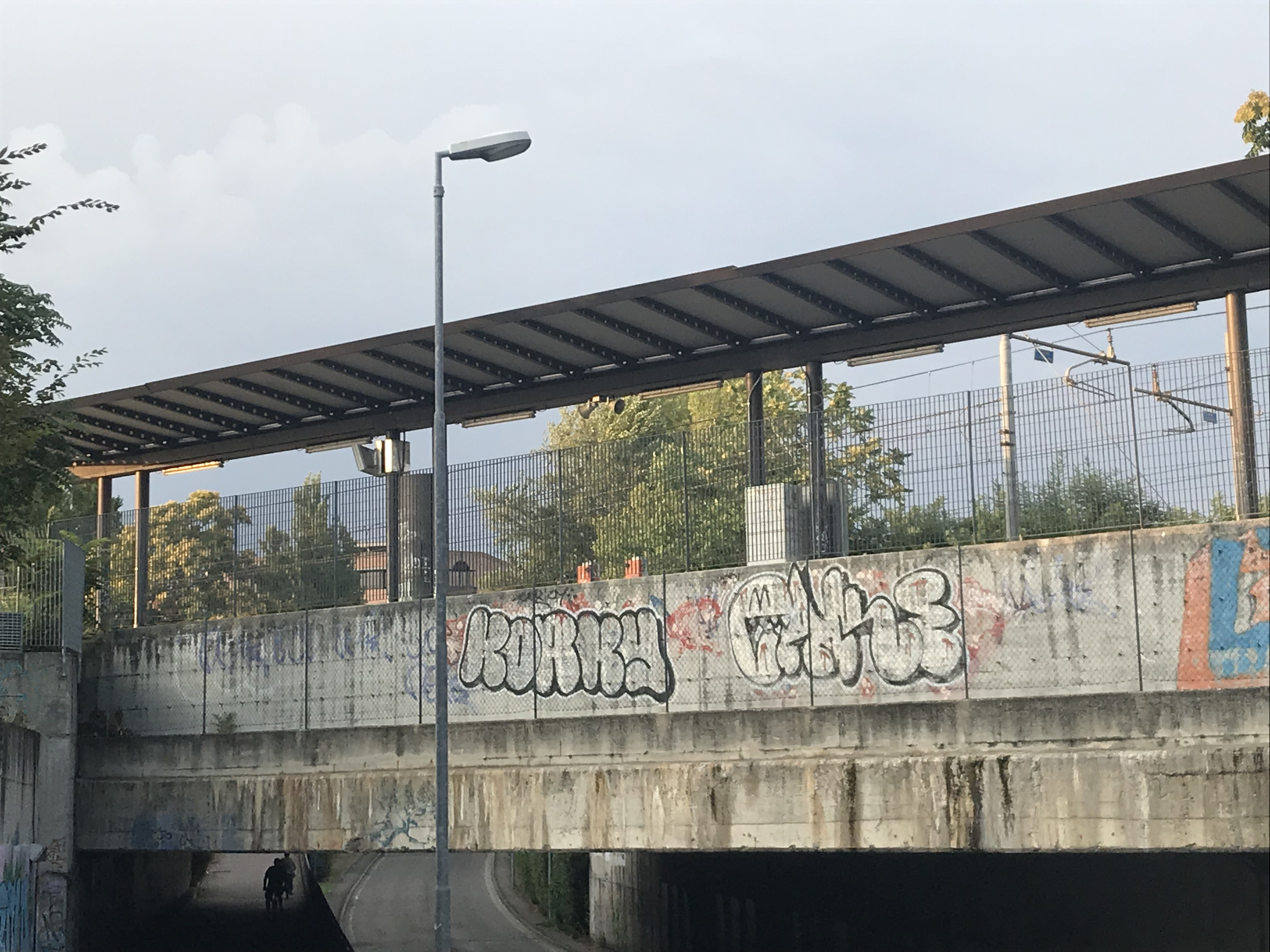
La fermata vista dal sottopassaggio di via Avvenire Paterlini, che collega il centro di Reggio Emilia alla tangenziale nord

## Movimento
La fermata è servita da treni regionali svolti da Trenitalia Tper nell'ambito del contratto di servizio stipulato con la regione Emilia-Romagna. Tutti i treni svolgono servizio sulla relazione Reggio Emilia-Ciano..
A novembre 2019, la stazione risultava frequentata da un traffico giornaliero medio di circa 625 persone (321 saliti + 304 discesi).
Dal 2022, in seguito alla elettrificazione della ferrovia Reggio Emilia-Ciano d'Enza, è servita dai treni elettrici Stadler FLIRT e Pop di Trenitalia Tper.